# Dr. Jekyll and Mr. Mouse
«Доктор Джекилл и мистер Маус», или «Доктор Джекилл и мистер Мышь» (англ. Dr. Jekyll and Mr. Mouse) — тридцатый короткометражный мультфильм «Том и Джерри», вышедший 14 июня 1947 года. В 1948 году был в числе претендентов на премию «Оскар» Американской академии киноискусств в номинации лучший анимационный короткометражный фильм, но не выиграл награду. Это прервало серию из 4 побед подряд мультфильмов «Том и Джерри» в этой номинации.

## Сюжет
Молочник доставляет к дому Тома и Джерри две бутылки молока. Из подвального окна Том забирает одну из бутылок и бежит в гостиную. Кот выливает содержимое в свою тарелку и прячет уже пустую бутылку в цветочный горшок.
Лакая молоко, Том внезапно замечает, что Джерри тоже наслаждается питьём. Кот пытается избавиться от мышонка, но всё время терпит неудачу — куда бы он ни спрятал миску, везде появляется Джерри и пьёт его молоко. В конечном итоге Том решается на отчаянный шаг.
В лаборатории Том смешивает в своём молоке различные химические вещества, в том числе кислоту, цианистый калий и мышьяк. Том окунает ложку в свой эликсир, в результате чего у неё обугливается кончик. К тарелке подлетает муха и, попробовав молоко, сразу же погибает от получившегося яда. Довольный Том несёт свою отраву к норе Джерри и прячется. Джерри выпивает молоко и падает замертво. Казалось бы, мышонок умер, но тут у него происходит неожиданная трансформация: Джерри увеличивается в размерах и обретает мускулы.
Джерри грозно надвигается на Тома. Том пытается остановить монстра старым словарём, кочергой, даже прячется за дверью, а потом — в сейфе, но всё тщетно. Джерри, схватив Тома за грудь, стучит его головой по двери сейфа, но тут действие эликсира заканчивается и Джерри опять становится прежним. Мышонок пытается снова выпить эликсир, но Том отрывает его от тарелки. Однако мышонок всё-таки успевает сделать один глоток.
Снова став сильным, Джерри хватает Тома за усы и швыряет его о пол направо-налево. Но из-за слишком малой дозировки эликсира Джерри через несколько секунд снова становится нормальным. Мышонок опять бежит к тарелке, но Том опрокидывает её ногой. Погоня переходит на кухню. Джерри пытается остановить Тома, засунув его хвост в вафельницу, отчего Том злобно кричит, мяукает и агрессивно шипит, от боли, при этом он видит на своём хвосте вафлю. Джерри запирает Тома в холодильнике и убегает прочь.
Пока Том пытается выбраться, Джерри бежит в подвал и сам готовит зелье, правда с другим составом, добавляя белый обувной крем. Том, выбравшись из холодильника, врывается в подвал. Мышонок пытается выпить эликсир и снова убежать прочь, но Том прижимает его хвост лапой к полу, берёт тарелку и жадно выпивает новый эликсир. Сначала кот увеличивается в несколько раз, но уже через три секунды уменьшается, став размером с Джерри из-за неправильного состава зелья. Джерри освобождает свой хвост и бьёт уменьшенного кота, а также дёргает его за хвост. Том вопит с криками, от боли и эликсир быстро срабатывает ещё раз, из-за чего кот становится размером с блоху. Мышонок пользуется этим и начинает гонять убегающего Тома по дому, хлопая старой красной мухобойкой, что продлится до окончания действия эликсира.

## Факты
- Это — один из мультфильмов, в которых Джерри выигрывает.
- В этом мультфильме у Тома в последний раз когти постоянно присутствуют на лапах.
- В этом мультфильме впервые в серии «Том и Джерри» показано, как персонаж (в данном случае, это муха) умирает на экранном фоне.
- Это — единственный мультфильм, в котором Джерри бьёт Тома много раз.
- Были найдены кадры с оригинальным титульным листом мультфильма. Оригинальный титульный лист Technicolor не было до 2018 года. 7 октября 2018 года на YouTube загрузил пользователь cartoon98100 с 16 миллиметрового отпечатка Agfa. Но только в чёрно-белом варианте.
- Аниматоры Аль Грандмейн и Пит Бернесс, сделали новый титульный лист мультфильма. После этой серии Пит Бернесс больше не будет анимировать серии Тома и Джерри.